# 今美春
今 美春（こん みはる、女性：1982年2月4日 - ） は、秋田県出身のバスケットボール選手である。ポジションはフォワード。富士通レッドウェーブでプレーした。

## 来歴
秋田経法大附高では1年より全国大会に出場。日体大ではユニバーシアード日本代表に2大会連続で選ばれ、ヤングウーメン代表にも選出される。
卒業後は富士通に入社。オールジャパン連覇に貢献する。
2007年退社。秋田に戻りクラブチームに所属。地元で開催された国体で秋田県の優勝に貢献。3年連続で国体出場を果たす。

## 経歴
- 秋田経法大附高 - 日本体育大学 - 富士通（2004年〜2007年） - 秋田経法大OGクラブ/K.O.C☆ECO（2007年〜）

## 日本代表歴
- 2001年ユニバーシアード
- 2002年アジアヤングウーメン選手権
- 2003年ユニバーシアード